# Sentinela do Sul
Sentinela do Sul är en kommun i Brasilien.   Den ligger i delstaten Rio Grande do Sul, i den södra delen av landet, 1 700 km söder om huvudstaden Brasília. Antalet invånare är 5 197.
I omgivningarna runt Sentinela do Sul växer huvudsakligen savannskog. Runt Sentinela do Sul är det glesbefolkat, med 19 invånare per kvadratkilometer.